# Ibrahim al-Fazari
Abu Ishaq Ibrahim ibn Habib ibn Sulaiman ibn Samura ibn Jundab al-Fazari (Arabisch : أبو إسحاق إبراهيم بن حبيب بن سليمان بن سمورة بن جندب الفزاري) was een Arabisch wiskundige en astronoom uit de 8e eeuw.
Hij was de wiskundige en astronoom van het gerecht van Abbasiden. Men mag hem echter niet verwarren met zijn zoon, Mohammed al-Fazari, ook een astronoom. Hij stelde een aantal astronomische verhandelingen samen (over het astrolabium en de kalender).
De kalief beval hem en zijn zoon om de Indische astronomische tekst "Langs de Sindhind" met Yaqub ibn Tariq te vertalen. Dit voltooide hij in Bagdad rond 750. Zijn vertaling was mogelijk het medium waarlangs de Hindi cijfers zijn overgekomen van India naar de westerse wereld.
Hij stierf rond 777 in Bagdad.
'Abd al-Hamīd ibn Turk · 
Abd-al-Rahman Al Sufi · 
Abū al-Hasan ibn Alī al-Qalasādī · 
Abū Ishāq Ibrāhīm al-Zarqālī · 
Abū Kāmil Shujā ibn Aslam · 
Abu'l-Hasan al-Uqlidisi · 
Abul Wafa · 
Ahmed ibn Yusuf · 
Al-Biruni · 
Al-Chwarizmi · 
Al-Hajjāj ibn Yūsuf ibn Matar · 
Alhazen · 
Al-Jayyani · 
Al-Karaji · 
Al-Khazini · 
Al-Kindi · 
Al-Mahani · 
Al-Majrati · 
Al-Sijzi · 
Hunayn ibn Ishaq · 
Ibn al-Banna · 
Ibn Sahl · 
Ibn Tahir al-Baghdadi · 
Ibn Yahyā al-Maghribī al-Samaw'al · 
Ibrahim al-Fazari · 
Ibrahim ibn Sinan · 
Jabir ibn Aflah · 
Kushyar ibn Labban · 
Mohammed al-Fazari · 
Mohammed ibn Jābir al-Harrānī al-Battānī · 
Nasir al-Din al-Toesi · 
Sinan ibn Thabit · 
Thabit ibn Qurra · 
Ulug Bey · 
Yusuf al-Mu'taman ibn Hud